# Zanik plamisty skóry
Zanik plamisty skóry (łac. anetoderma, z gr. ανετος = "luźny") – schorzenie skórne o zróżnicowanej etiologii, charakteryzujące się licznymi zagłębieniami w skórze o owalnym kształcie lub delikatnie uniesionymi grudkami o pomarszczonej powierzchni. Zmiany występują przede wszystkim na górnych częściach tułowia i górnych części ramion, ale spotykane są w każdej lokalizacji. Pojawienie się zmian może poprzedzać stan zapalny skóry. Uważa się, że zanik plamisty skóry jest wyrazem zwiększonej degradacji lub, przeciwnie, zmniejszonej syntezy tkanki elastycznej skóry właściwej. Schorzenie opisali jako pierwsi w 1881 Ernst Schweninger i Fausto Buzzi-Cantone; wariant zapalny opisali Celso Pellizari w 1884 i Josef Jadassohn w 1892 roku. Wariant zapalny określany jest niekiedy jako anetodermia typu Jadassohna-Pellizzariego.

## Objawy i przebieg
dopracować

## Rozpoznanie
Rozpoznanie stawienie jest na podstawie obrazu klinicznego.

## Leczenie
Nie jest znana metoda skutecznego leczenia.